# Danko Jones
Danko Jones – kanadyjski hardrockowy zespół z Toronto. Powstał w 1996 roku. W roku 2002 wydał swoją pierwszą płytę długogrającą Born a Lion wydaną przez szwedzką wytwórnię Bad Taste Records. Jak dotąd grupa nagrała sześć pełnowymiarowych albumów. Muzyka zespołu to mieszanka bluesa, garażowego rocka oraz hard rocka.

## Dyskografia
- Sugar Chocolate 7" (1998) (Sonic Unyon)
- Danko Jones EP (1998) (Sonic Unyon)
- My Love Is Bold (1999) (Sound King|Outside Music)
- I'm Alive and on Fire (2001) (Bad Taste Records)
- Born a Lion (2002) (Bad Taste Records)
- We Sweat Blood (2003) (Bad Taste Records)
- Ritual of the Savage 10" (split z Gluecifer i Peter Pan Speedrock) (2003) (Drunken Maria|Suburban)
- Sleep Is the Enemy (2006) (Bad Taste Records|Aquarius Records)
- Never Too Loud (2008) (Bad Taste Records / Aquarius Records)
- Below the Belt (2010) (Bad Taste Records / Aquarius Records)
- Rock and Roll Is Black and Blue (Bad Taste) (2012)
- Fire Music (2015) (Bad Taste Records)
- Wild Cat (2017) (AFM Records)
- A Rock Supreme (2019) (Rise Above / AFM Records)
- Power Trio (2021) (Mate In Germany)

## Teledyski
- Live in Stockholm DVD (2006) (Live Zone|Bad Taste)
- "Don't Fall in Love" z albumu Sleep Is the Enemy (2006) – reżyseria Oskar Gullstrand
- "First Date" z albumu Sleep Is the Enemy (2006) – reżyseria Micah Meisner
- "Baby Hates Me" z albumu Sleep Is the Enemy (2006) – reżyseria Chris Grismer
- "I Love Living in the City" z albumu We Sweat Blood (2004) – reżyseria Hanna Lejonqvist
- "Dance" z albumu We Sweat Blood (2003) – reżyseria Kalle Haglund
- "I Want You" z albumu We Sweat Blood (2003) – reżyseria Craig Bernard
- "Lovercall" z albumu Born a Lion (2002) – reżyseria Craig Bernard
- "Sound of Love" z albumu Born a Lion (2002) – reżyseria Craig Bernard
- "Cadillac" z albumu I'm Alive and on Fire (2001) – reżyseria Jason Romilly
- "My Love Is Bold" z albumu My Love Is Bold (2000) – reżyseria Jason Romilly
- "Bounce" z albumu My Love Is Bold (2000) – reżyseria Jason Romilly